# Engelbert Koch
Engelbert Koch (* 22. März 1918; † 29. April 1962 in Hagen) war ein deutscher Fußball- und Tennisspieler.

## Karriere

### Fußballspieler
Koch begann seine Karriere bei Preußen Münster, für den Verein er bis 1939 spielte, bevor er ab Januar 1940 als Gast- und Abwehrspieler bei Hertha BSC in drei Punktspielen in der Gauliga Berlin-Brandenburg, in einer von zunächst 16, später auf 23 aufgestockten Gauligen zur Zeit des Nationalsozialismus als höchste Spielklasse im Deutschen Reich, mitwirkte.
Bereits in der Folgesaison begann er am vierten Spieltag erstmals als Stürmer in der Startelf gegen den SC Union Oberschöneweide und erzielte sogleich das Tor zum 2:0-Endstand. Für drei Partien blieb er auf dieser Position, bevor er wieder in die Abwehr zurückkehrte, doch auch dort hatte er nun seinen Stammplatz sicher und wusste mit seiner Torgefahr zu überzeugen. In der darauffolgenden Saison bestritt er – erneut als Stürmer – 15 von 18 Punktspielen und war mit neun Toren, gemeinsam mit Wilhelm Hildebrandt, bester Torschütze der Hertha. In der Saison 1942/43 verlor er seinen Stammplatz an Fritz Balogh, der in 16 Ligaspielen 20 Tore und im Wettbewerb um den Tschammerpokal – ebenso wie Bram Appel – 15 Tore in vier Begegnungen erzielte. In seiner letzten Saison, die mit der Gaumeisterschaft – fünf Punkte vor dem LSV Berlin – abgeschlossen wurde, bestritt er nur noch drei Spiele. Durch den Titelgewinn war die Alte Dame zur Teilnahme an der Endrunde um die Deutsche Meisterschaft 1944 berechtigt, in der Koch lediglich in der Erstrundenbegegnung beim LSV Danzig beim torlosen Remis nach Verlängerung zum Einsatz kam; seine Mannschaft schied am 21. Mai in Stettin mit 2:3 beim HSV Groß Born im Viertelfinale aus dem Wettbewerb aus. Im Wettbewerb um den Tschammerpokal bestritt er das am 13. Juli 1941 ausgetragene und mit 1:2 gegen Blau-Weiß 90 Berlin verlorene Erstrundenspiel und das am 19. September 1943 ausgetragene und mit 0:3 gegen Holstein Kiel verlorene Achtelfinale.
Im Anschluss kehrte Koch nach Münster zurück und spielte erneut für Preußen. Mit den Münsteranern, die 1947 vorübergehend in der zweitklassigen Landesliga Westfalen spielten, trug er auf Anhieb zum (Wieder-)Aufstieg bei. Die folgende Saison in der erstklassigen Oberliga West wurde überraschend als Vierter beendet, wobei er in 21 Punktspielen eingesetzt wurde, in denen ihm ein Tor gelang.
1949 wechselte er zum SC West Köln, für den er eine Saison lang in der II. Division spielte, die auf dem siebten Platz abgeschlossen wurde. Mit erfolgtem Wechsel zum Ortsrivalen und Aufsteiger VfL Köln 1899, kam er für diesen, der die Gruppe II, 1950/51 auf einem ordentlichen achten Platz beendete, zum Einsatz. In der Folgesaison spielte Koch für die aus seinen bisherigen Vereinen SC West Köln und VfL Köln 99 gebildete Spielgemeinschaft, die die Rückrunde außer Konkurrenz spielte und aus der Wertung genommen wurde.
35-jährig ließ er seiner Spielerkarriere beim SC Fortuna Köln in der Saison 1952/53 in der seinerzeit drittklassigen Landesliga Mittelrhein ausklingen.

### Tennisspieler
Noch erfolgreicher als im Fußball war Koch im Tennis, den er sowohl während seiner aktiven Fußballzeit als auch danach ausübte; er gewann als Einzelspieler im Tennis zweimal den Deutschen Meistertitel und vertrat Deutschland 1953 und 1954 viermal im Davis-Cup-Wettbewerb. Von fünf Einzelpartien gewann er lediglich eine. Bereits als 20-Jähriger spielte er im Jahr 1938 die erste und zweite Runde der Unteren Hälfte 4 während der Wimbledon Championships. Sein Verein war der TC Preußen Münster, später der KTHC Stadion Rot-Weiss. Koch wurde mit der silber-vergoldeten Ehrennadel des DTB ausgezeichnet. Er verstarb 1962 als noch aktiver Spieler auf dem Tennisplatz.

## Erfolge
- Gaumeister Berlin-Brandenburg 1944 (mit Hertha BSC)
- Westfalenmeister 1948 und Aufstieg in die Oberliga West 1948 (mit Preußen Münster)
- Deutscher Tennismeister (Einzel) 1949, 1954 (mit dem TC Preußen Münster)